# Bürglen TG
| TG ist das Kürzel für den Kanton Thurgau in der Schweiz. Es wird verwendet, um Verwechslungen mit anderen Einträgen des Namens Bürglen zu vermeiden. |

Bürglen ist eine politische Gemeinde und eine Ortschaft im Bezirk Weinfelden des Kantons Thurgau in der Schweiz. Die Gemeinde besteht seit 1995 und umfasst die ehemaligen Ortsgemeinden Bürglen, Leimbach und Opfershofen der ehemaligen Munizipalgemeinde Bürglen sowie die früher zur Munizipalgemeinde Bussnang gehörende Ortsgemeinde Istighofen. Die zuvor ebenfalls zur Munizipalgemeinde Bürglen zählenden ehemaligen Ortsgemeinden Donzhausen und Hessenreuti sowie der Weiler Uerenbohl der Ortsgemeinde Opfershofen gehören seit 1995 zu Sulgen.

## Geographie
Bürglen liegt an der Thur im Schnittpunkt der Strassen Weinfelden – Romanshorn und Konstanz – Wil SG und an der Bahnstrecke Winterthur–Romanshorn. Eine Brücke über die Thur verbindet den Ortsteil Istighofen im Süden mit Bürglen. Zur politischen Gemeinde gehören nebst dem Dorf Bürglen die früheren Ortschaften Opfershofen und Leimbach im Nordosten sowie Moos im Südwesten.
Zum Dorfbild gehören das Schloss Bürglen, das einen Teil der Primarschule beherbergt, und der kleine alte Dorfkern, der sich zu Füssen des Schlosses erstreckt.

## Geschichte

Eine Delegation des Rats der Stadt St. Gallen inspiziert die Gerichtsherrschaft Bürglen. Die Ratsherren besichtigen den Mühlekanal und den Mühleweiher, der am Fuss des Schlosses Bürglen liegt.

Bürglen wurde 1282/84 erstmals erwähnt als Burgelon. Nach 1350 entstand durch Konzentration des Besitzes der 1176 erstmals erwähnten Freiherren von Bürglen ein abgerundetes Herrschaftsgebiet, das ab 1408 den Herren von Klingenberg, ab 1443 Marquart Brisacher aus Konstanz und ab 1447 den Freiherren von Sax-Hohensax gehörte. Diese hatten in Bürglen seit 1360 verschiedene Rechte besessen und bauten die Herrschaft um 1500 zu ihrem Machtzentrum aus. 1550 verkauften sie Bürglen den Breitenlandenberg, die es 1579 der Stadt St. Gallen abtraten. Die bis 1798 vom St. Galler Obervogt verwaltete Herrschaft umfasste seit dem Spätmittelalter die niederen Gerichte Bürglen, Uerenbohl, Guntershausen, Heldswil, Mettlen und Istighofen sowie Teile von Hüttenschwil und Sulgen. Dazu kamen 1580 Mühlebach, 1647 Bleiken, 1664 Hessenreuti und 1665 Amriswil.
Kirchlich gehörte Bürglen zur Pfarrei Sulgen. Ab 1274 ist eine Pfründe, ab 1346 die Burgkapelle belegt. Die 1504 erwähnte St. Leonhardskapelle dürfte älteren Ursprungs sein. Vermutlich bestand sie ebenso wie die ab 1585 belegte und 1695 abgebrannte «Höll»-Kapelle bis ins späte 17. Jahrhundert. Nach der Reformation 1529 kehrte der Gerichtsherr zum katholischen Glauben zurück, während das Dorf reformiert blieb. Nachdem St. Gallen 1585 vom Chorherrenstift St. Pelagius in Bischofszell Kollatur und Zehnten erworben hatte, wurde Bürglen von Sulgen, ab 1617 von Neukirch an der Thur und ab 1676 schliesslich von einem Schlossprediger versorgt. 1678 erfolgte die Zuteilung von Andwil, 1714 von Oberandwil, Eggertshusen und Guggenbüel. 1809 wurde die von Sulgen unabhängige reformierte Pfarrei Bürglen-Andwil gebildet.

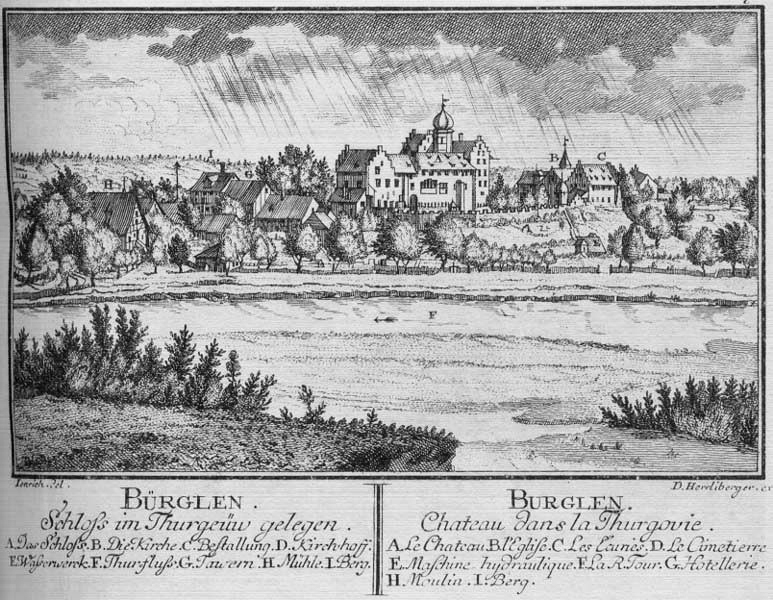
Schloss Bürglen um 1758

Zwischen Bahngleis und Thur gelegene Kammgarnfabrik in der Zwischenkriegszeit

Die um 1300 angelegte befestigte Siedlung konnte sich wegen des Niedergangs der Freiherren von Bürglen und der Konkurrenz anderer Orte nicht als Stadt behaupten. Nach dem Dorfbrand 1528 verschuldeten sich die Einwohner für den Wiederaufbau bei der Herrschaft, die 1540 die Rechte am Gemeindeland zugesprochen erhielt. Unter der stadt-sankt-gallischen Herrschaft verlor Bürglen die Autonomie. Die Stadt setzte den Ammann und Vorsitzenden des Niedergerichts ein, förderte die Ansiedlung ihrer Bürger als lokaler Elite und wandelte die Erb- in Schupflehen um. Zwar genossen die sogenannten Konstanzerbauern eine gewisse Unabhängigkeit, und im 17. Jahrhundert förderte der Ausbau des Schlosses Bürglen die Ansiedlung neuer Gewerbe. Im 18. Jahrhundert aber führte eine Herrschaftspraxis, die die Bildung tragfähiger dörflicher Strukturen verhinderte, zur allgemeinen Verarmung.

Bürglen im Jahr 1957

1803 bis 1816 gehörte Bürglen zur Munizipalgemeinde Birwinken, 1816 bis 1994 war Bürglen Munizipalgemeinde. 1810 bis 1875 prägten die Häberlin, Besitzer der 1903 durch einen markanten Neubau ersetzten Mühle, die Dorfpolitik. Mitte des 19. Jahrhunderts war Bürglen Treffpunkt fortschrittlicher Kreise, was sich in der landwirtschaftlichen Ausstellung von 1846 sowie in der radikalen Zeitung «Der Volksmann» der Gebrüder Bion 1847 bis 1850 widerspiegelte. Ab 1860 erfolgte die Umstellung auf Viehwirtschaft, 1933 die Güterzusammenlegung und Intensivierung des Obstbaus. Die Eröffnung der Kammgarnspinnerei 1874, welche v. a. italienische Arbeiterinnen anwarb und eine eigene Wohnbaupolitik betrieb (Neubürglen), hatte tief greifende Folgen. Während 1870 der Anteil der Ausländer und Katholiken 3 % bzw. 2 % der Bürgler Bevölkerung betrug, hatte er sich 1910 bereits auf 40 % bzw. 45 % erhöht, derjenige der Frauen lag bei 57 %. Der freisinnig-bäuerlichen Mehrheit standen die Demokraten, ab 1930 die SP gegenüber. 1945 begann die politische Integration der Katholiken, was 1959 zum Bau der katholischen St. Josephskirche als Filiale von Sulgen führte. Neben Kammgarnspinnerei, Wollfärberei (1843–1979) und Stickerei waren v. a. die Kieswerke wirtschaftlich von Bedeutung. Seit 1980 beherbergt das Areal der ehemaligen Wollfärberei verschiedene Kleinunternehmen und Vereine.
Um das bereits im 19. Jahrhundert als Schulhaus genutzte Schloss entstand im 20. Jahrhundert ein Schulquartier. Wirtschaftliche und politische Veränderungen führten dazu, dass sich der muslimische Bevölkerungsanteil durch die Zuwanderung aus der Türkei und aus dem ehemaligen Jugoslawien am Ende des 20. Jahrhunderts deutlich erhöht hatte.
→ siehe auch Abschnitte Geschichte in den Artikeln Istighofen, Leimbach TG und Opfershofen

## Wappen
Blasonierung: In Blau ein aufrecht schreitender gelber Löwe.
Das Wappen entspricht dem der Gerichtsherrschaft Bürglen, das auf die Freiherren von Bürglen zurückgeht. Die Ortsgemeinde Bürglen verwendete es ab 1940, die politische Gemeinde Bürglen seit ihrer Gründung im Jahr 1995.

Wappen der Gemeinde Bürglen
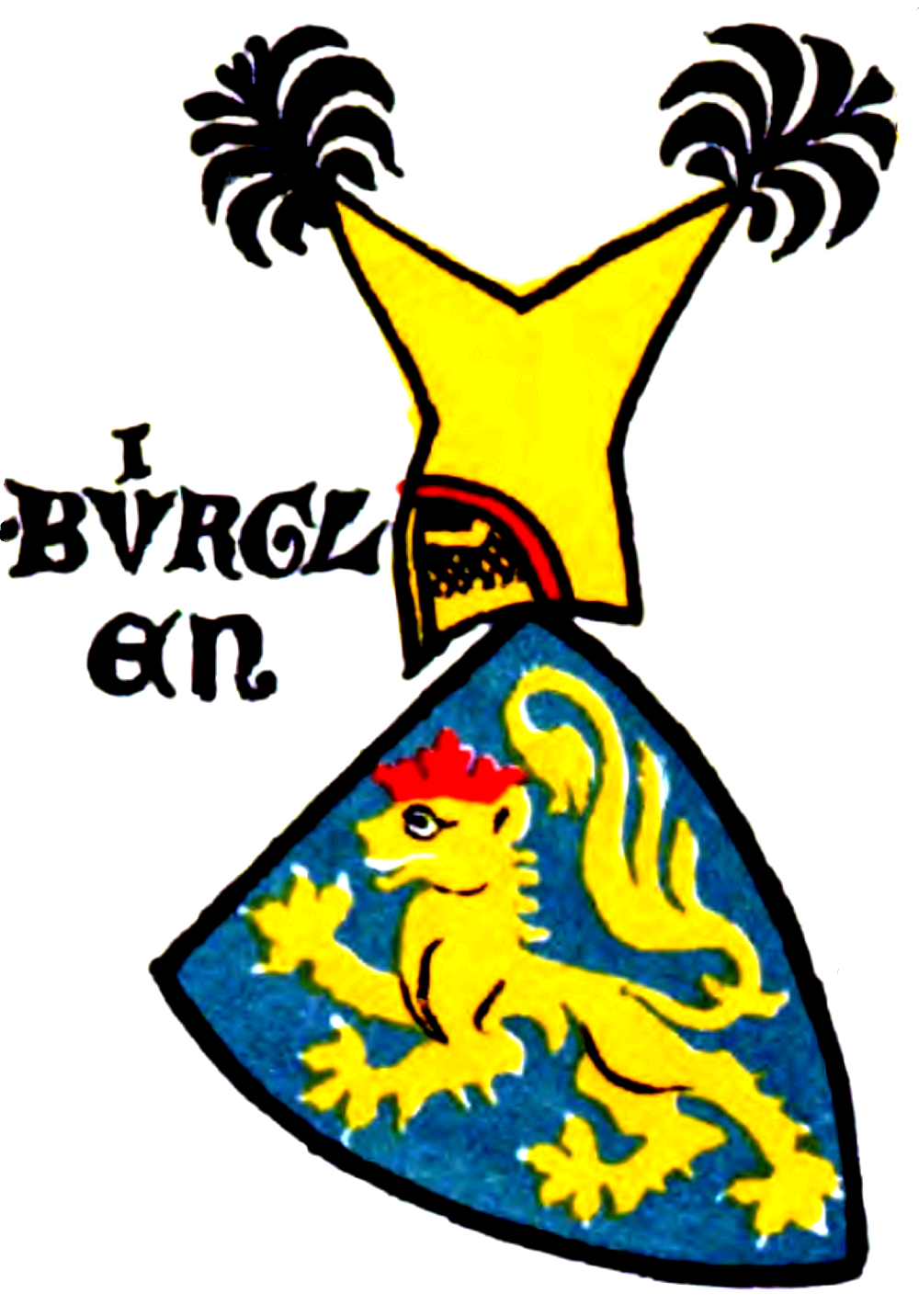
Wappen derer von Bürglen in der Zürcher Wappenrolle

## Bevölkerung
| Die zur Anzeige dieser Grafik verwendete Erweiterung wurde dauerhaft deaktiviert. Wir arbeiten aktuell daran, diese und weitere betroffene Grafiken auf ein neues Format umzustellen. (Mehr dazu) |

|                     | 1450    | 1634  | 1682  | 1797  | 1850  | 1900  | 1950  | 1990  | 2000  | 2010  | 2018  | 2023  |
| ------------------- | ------- | ----- | ----- | ----- | ----- | ----- | ----- | ----- | ----- | ----- | ----- | ----- |
| Politische Gemeinde |         |       |       |       |       |       |       |       | 3197  | 3259  | 3835  | 4129  |
| Munizipalgemeinde   |         |       |       |       | 1049  | 1792  | 2428  | 3193  |       |       |       |       |
| Ortsgemeinde        | ca. 250 | 153   | 435   | 420   | 442   | 1238  | 1714  | 2323  |       |       |       |       |
| Quelle              | [ 6 ]   | [ 6 ] | [ 6 ] | [ 6 ] | [ 6 ] | [ 6 ] | [ 6 ] | [ 6 ] | [ 8 ] | [ 8 ] | [ 8 ] | [ 9 ] |

Von den insgesamt 4129 Einwohnern der Gemeinde Bürglen am 31. Dezember 2023 waren 1289 bzw. 31,2 % ausländische Staatsbürger. 1072 Personen (26,0 %) waren evangelisch-reformiert und 1015 (24,6 %) römisch-katholisch. Die Ortschaft Bürglen zählte zu diesem Zeitpunkt 3070 Bewohner.

## Bildung

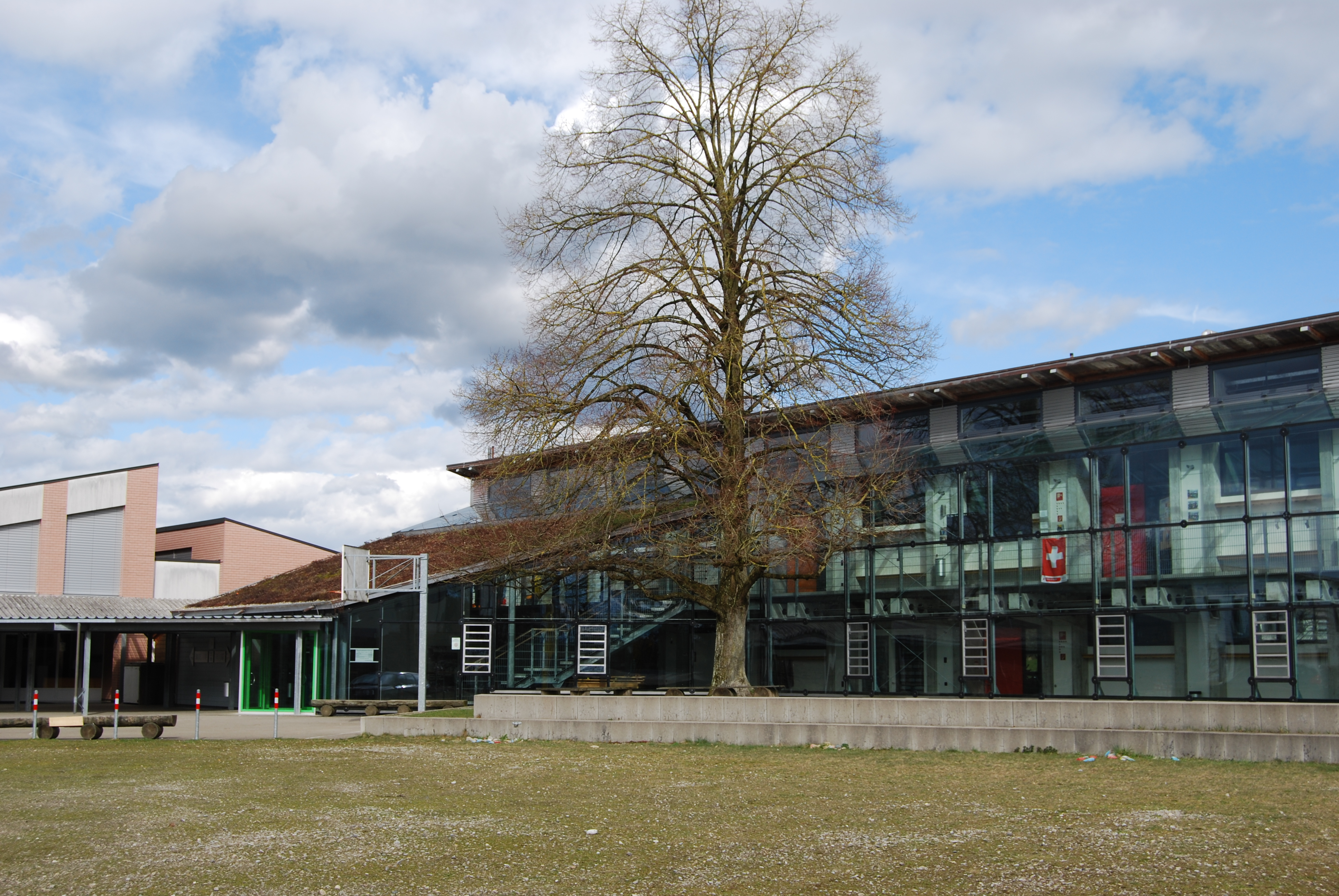
Sekundarschule Bürglen

In die Sekundarschule (Oberstufe) von Bürglen ist die «Thurgauer Sport-Tagesschule» integriert. Seit 2012 besteht auch der «FCO Campus», eine Eliteschule des Ostschweizer Fussballs, mit knapp 30 Schülern.

## Wirtschaft
Im Jahr 2018 bot Bürglen 1146 Personen Arbeit (umgerechnet auf Vollzeitstellen). Davon waren 5,0 % in der Land- und Forstwirtschaft, 40,2 % in Industrie, Gewerbe und Bau sowie 54,8 % im Dienstleistungssektor tätig.

## Persönlichkeiten
- Wilhelm Friedrich Bion (1797–1862), reformierter Theologe, Politiker
- Gottlieb Bion (1804–1876), Landschaftsmaler
- Fritz Gilsi (1878–1961), Maler und Grafiker
- Jacques Schedler (1927–1989), Maler, Zeichner und Grafiker
- Elisabeth Binder (* 1951), Schriftstellerin

## Galerie

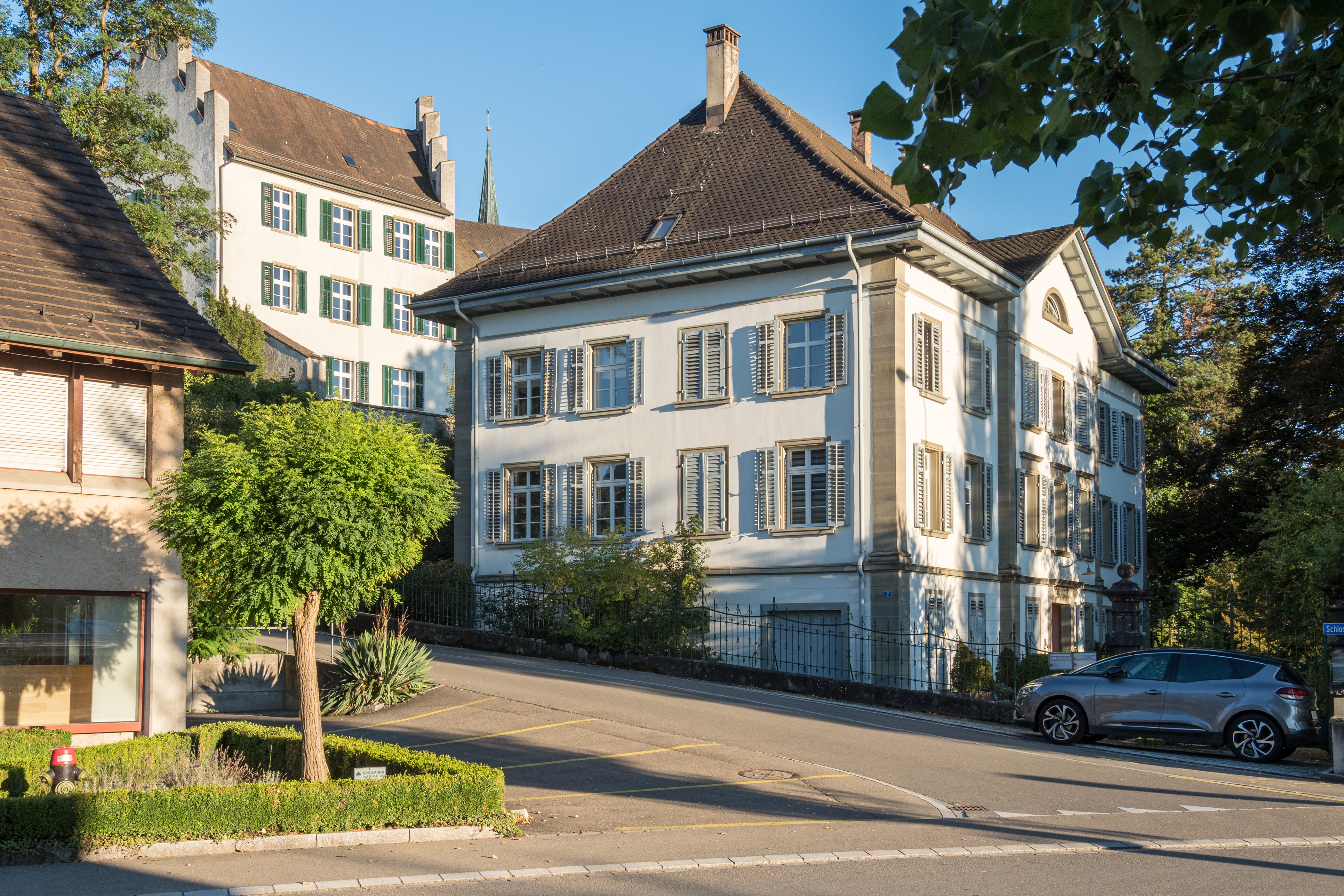
Schlosshalde 2
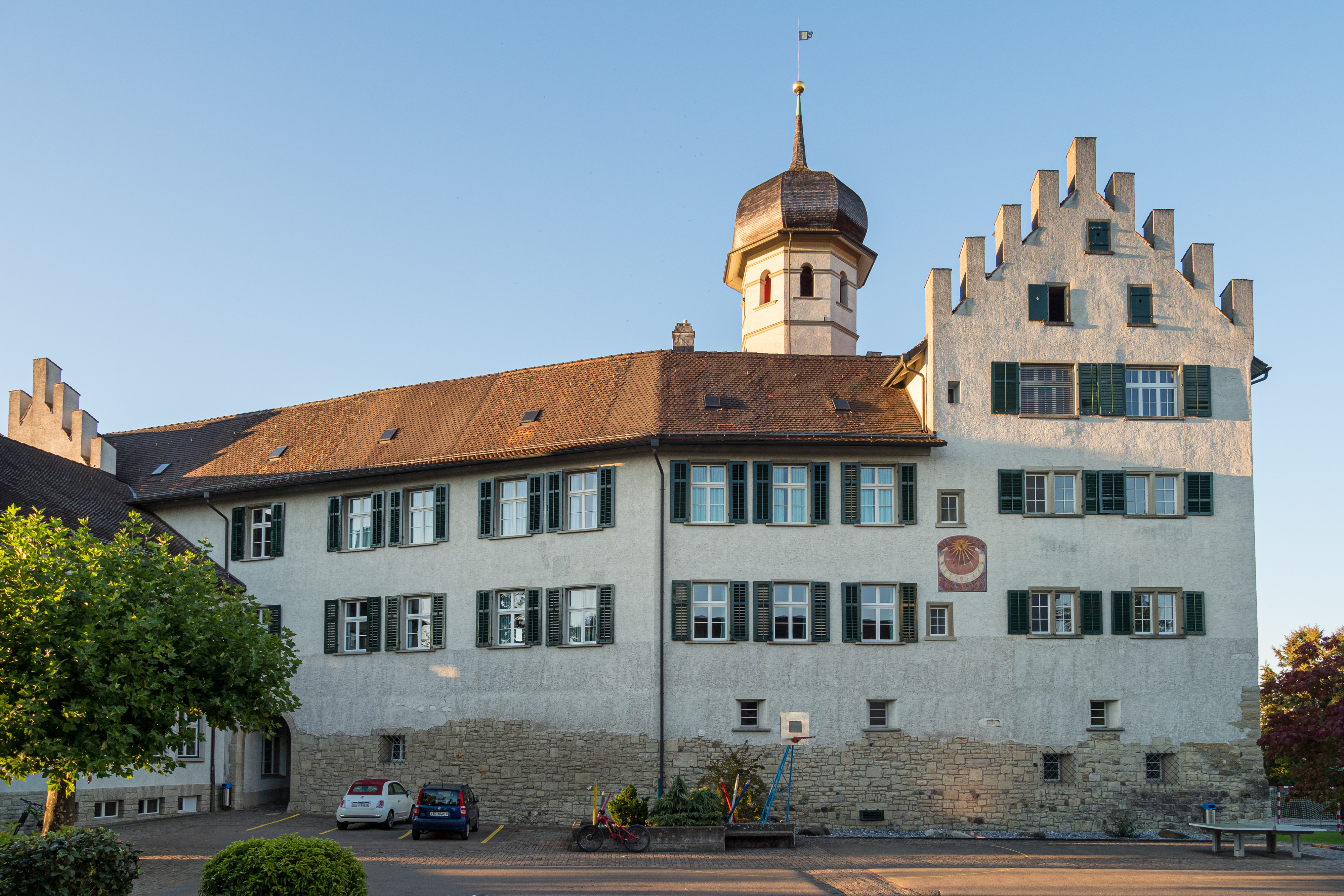
Schloss Bürglen
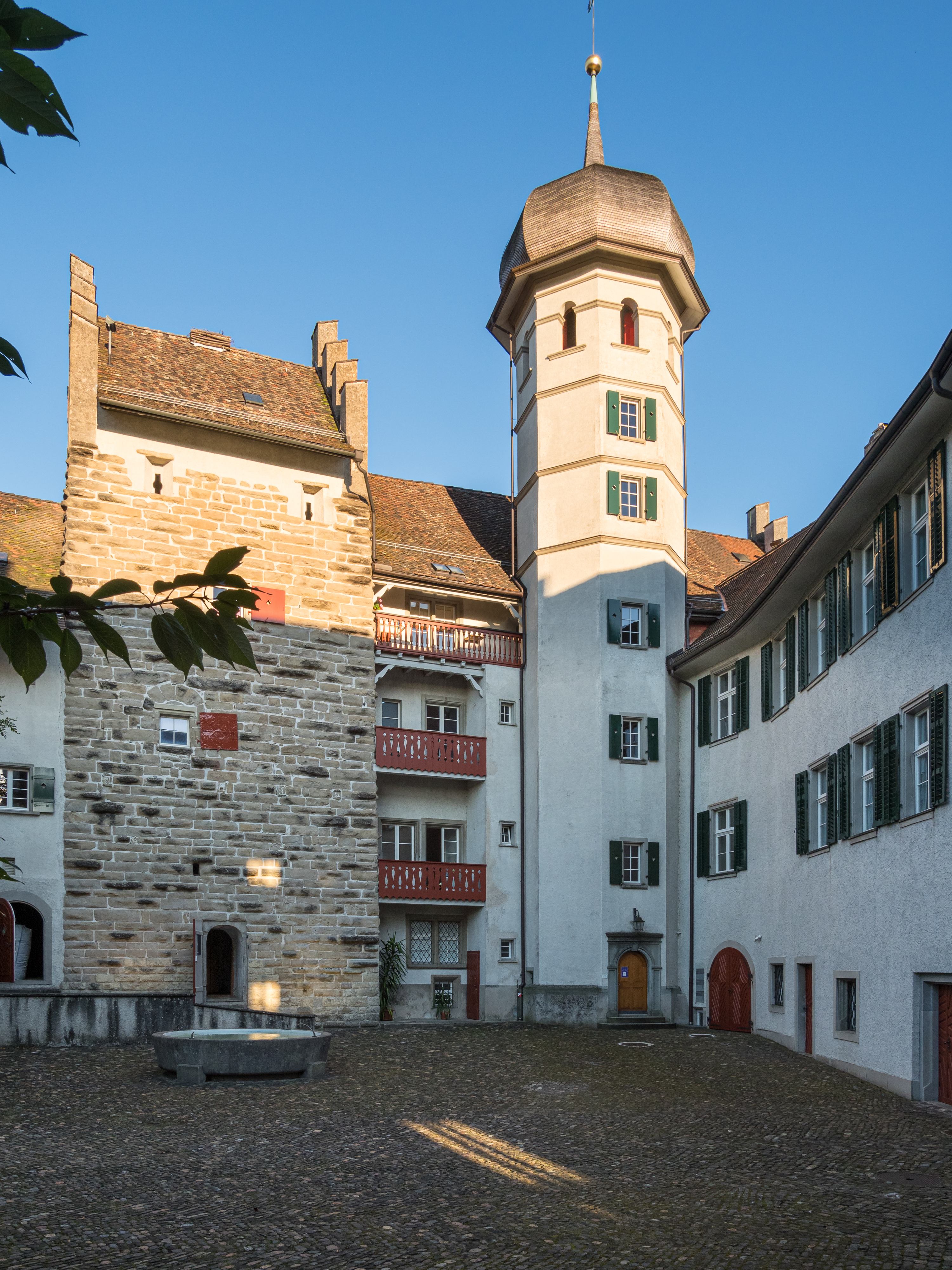
Innenhof Schloss Bürglen
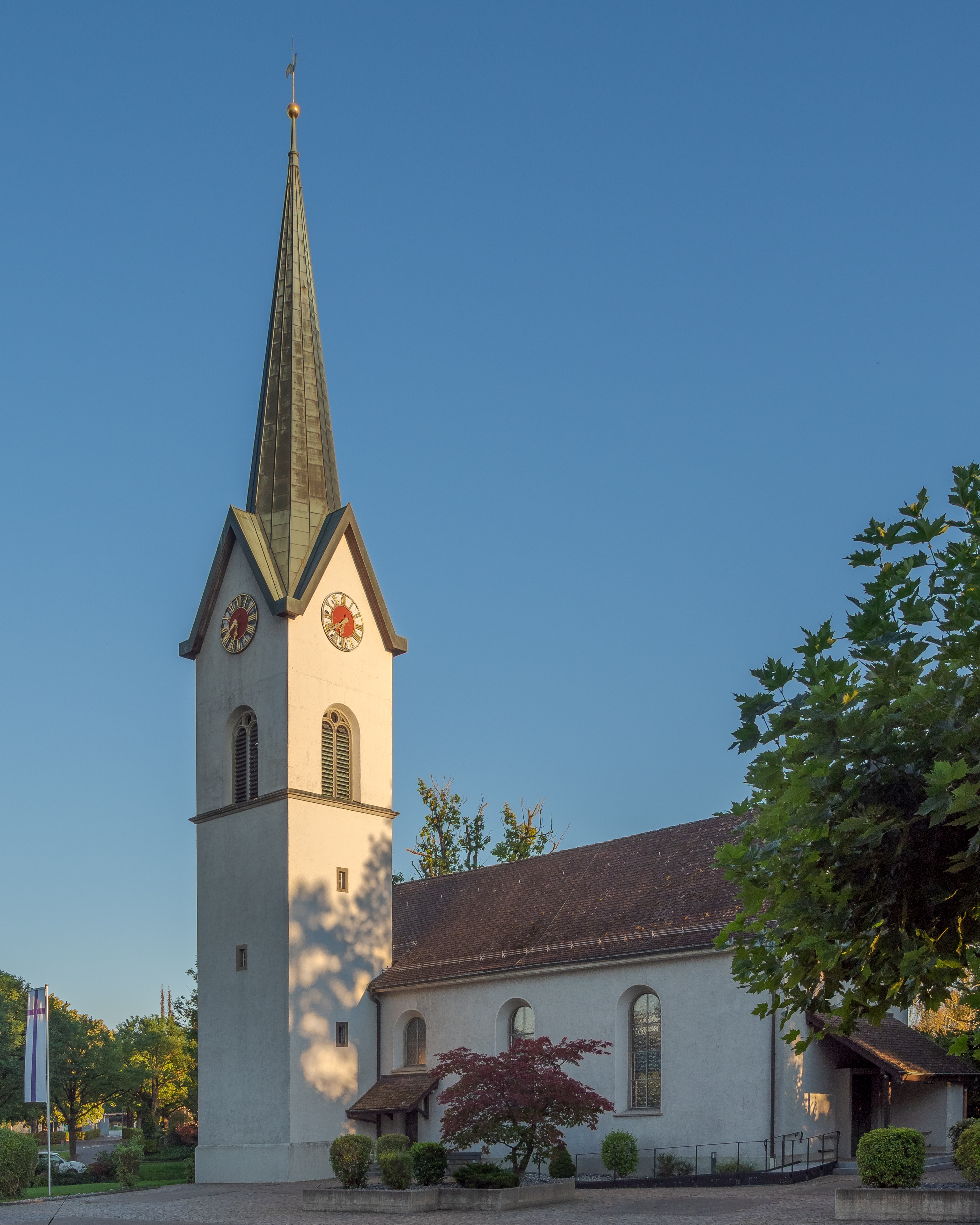
Evangelische Kirche
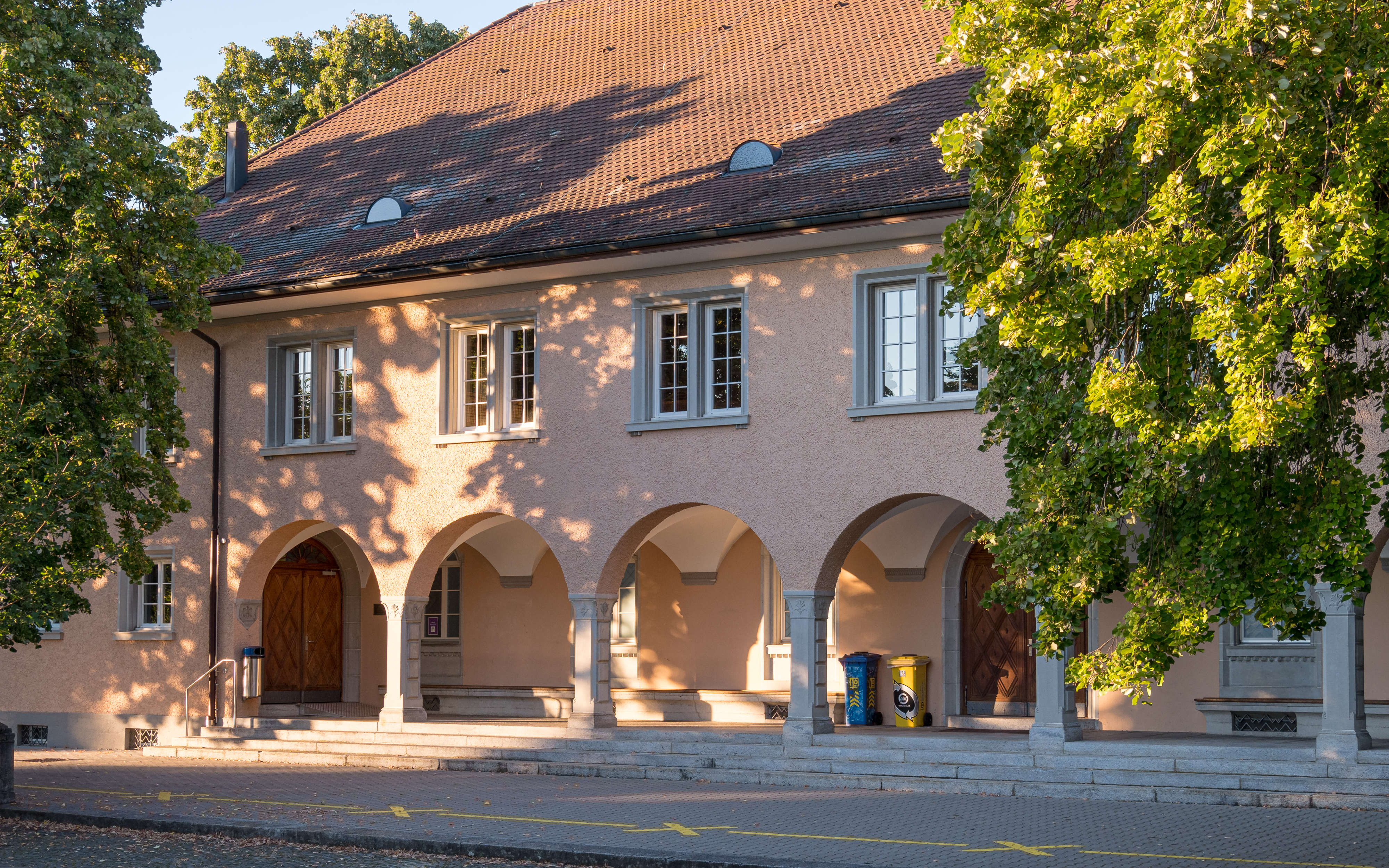
Mehrzweckhalle Friedhofstrasse 7
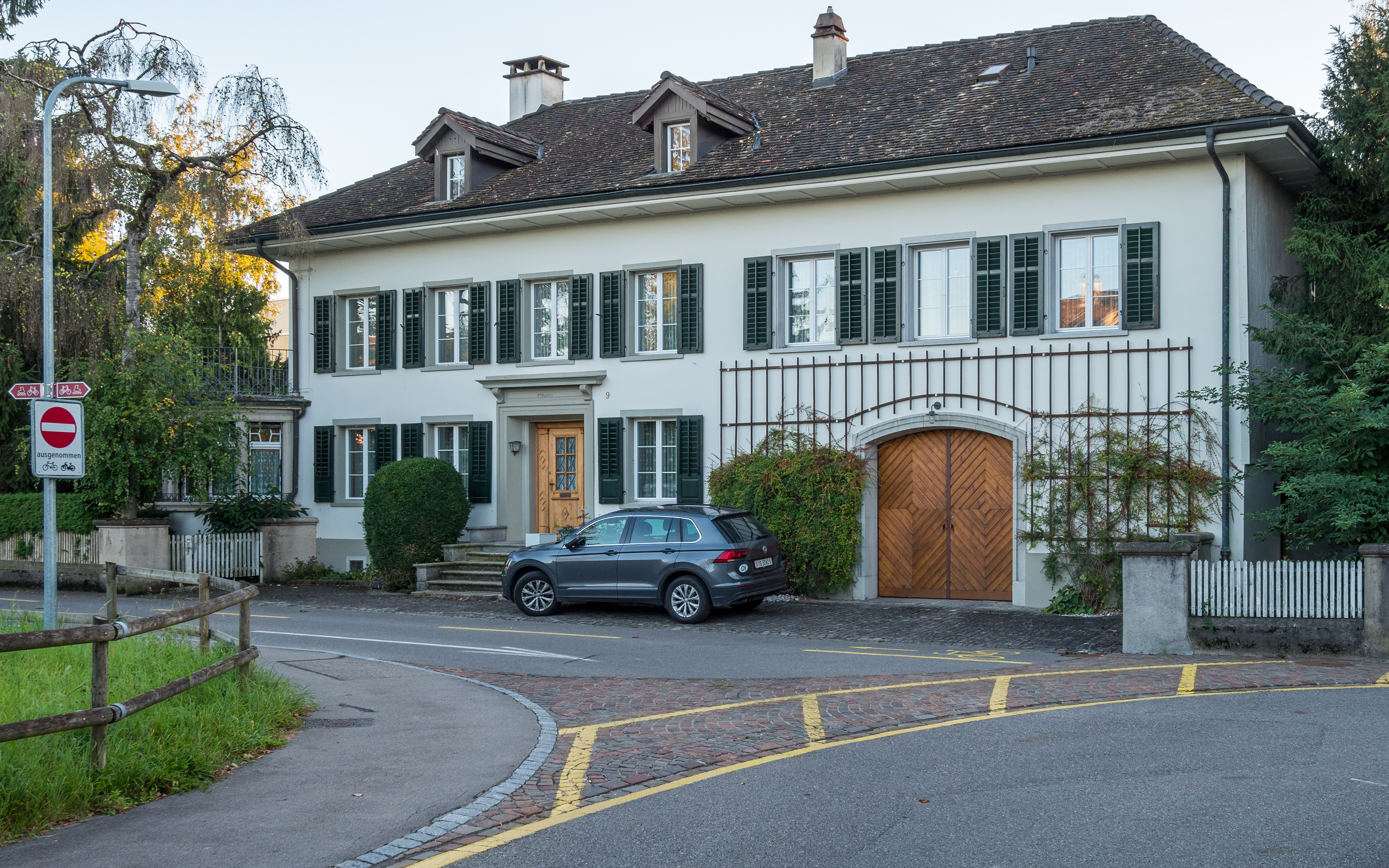
Wohnhaus "Obstgarten"
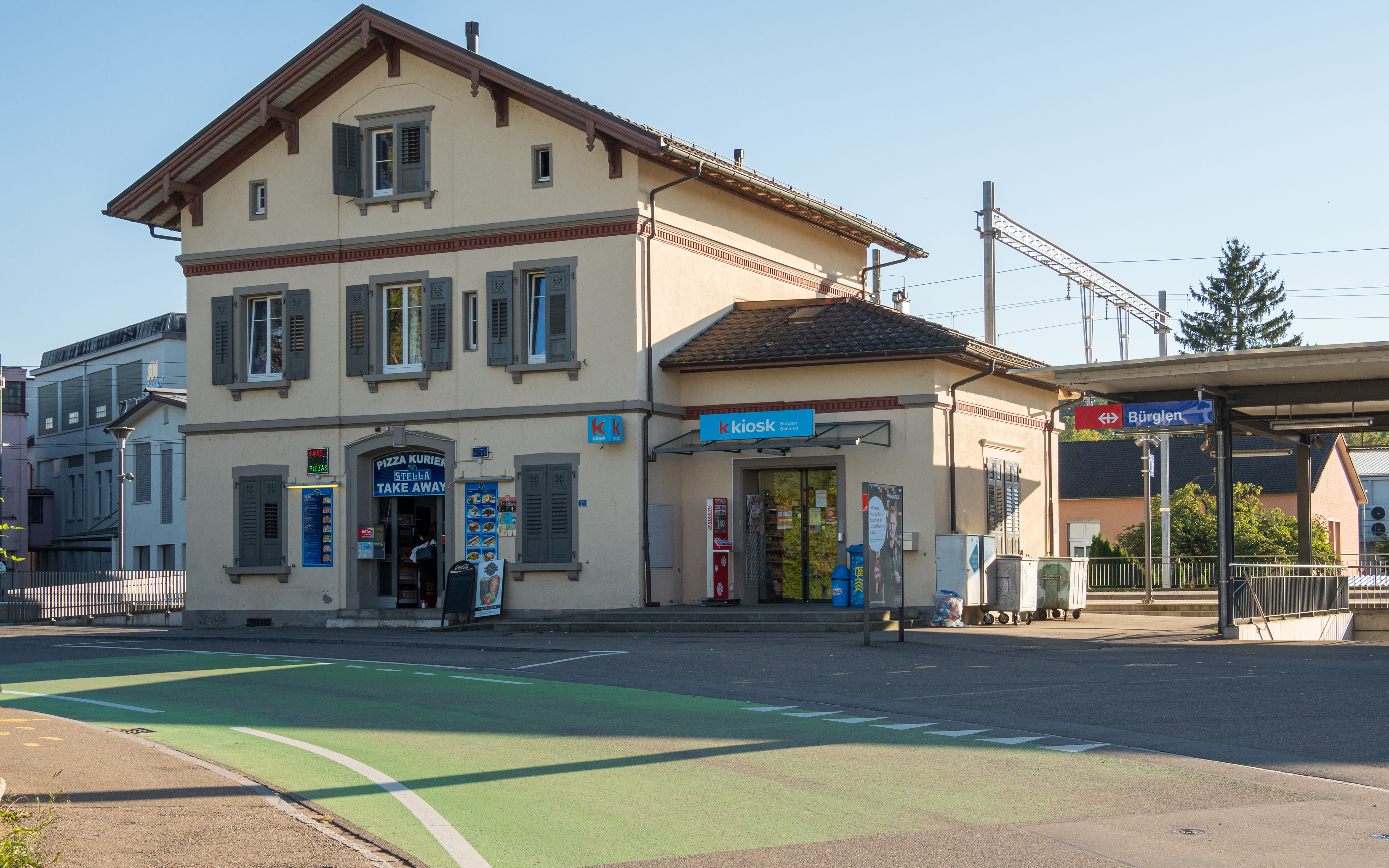
Bahnhof Bürglen TG
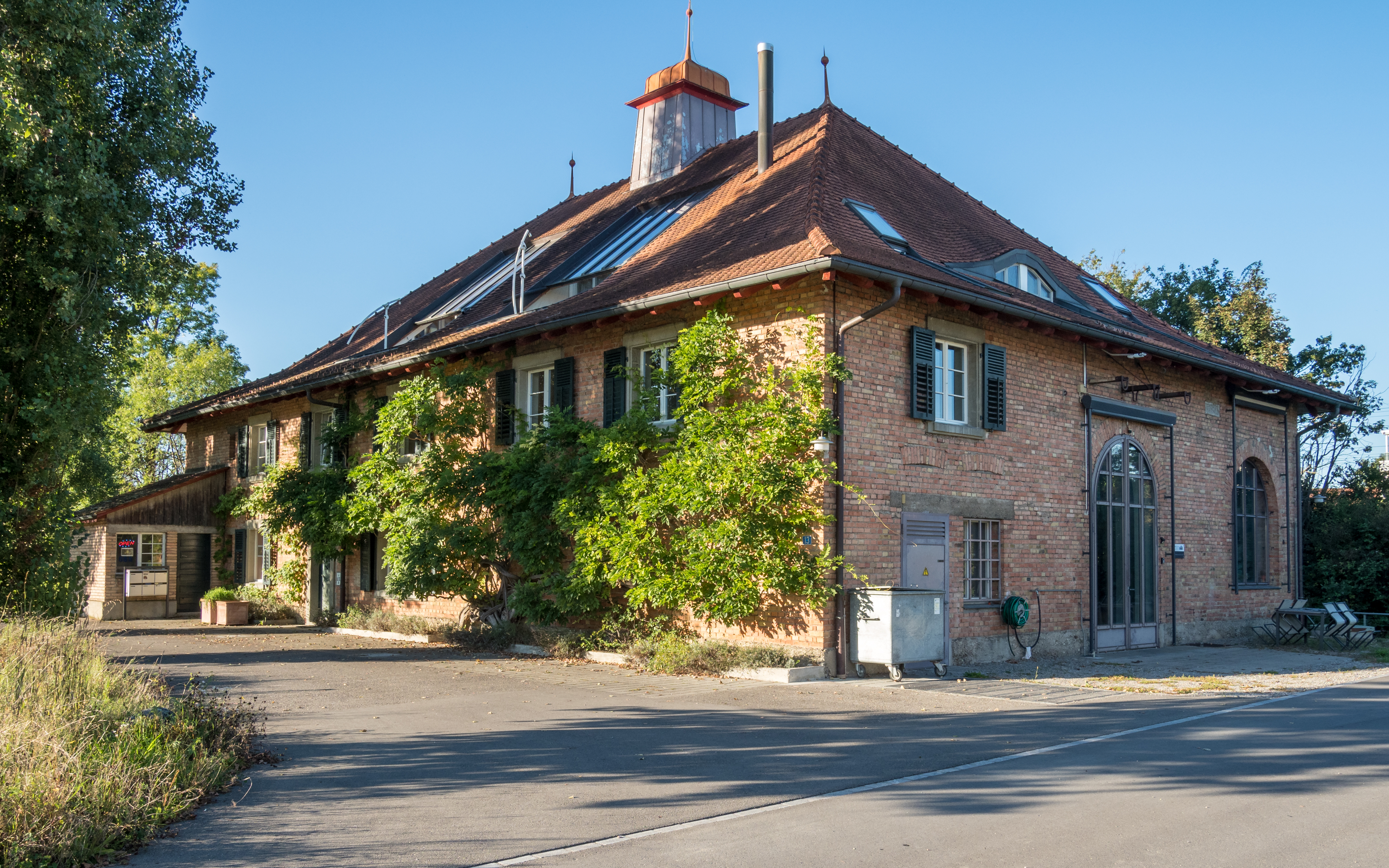
Wohn- und Maschinenhaus von 1906
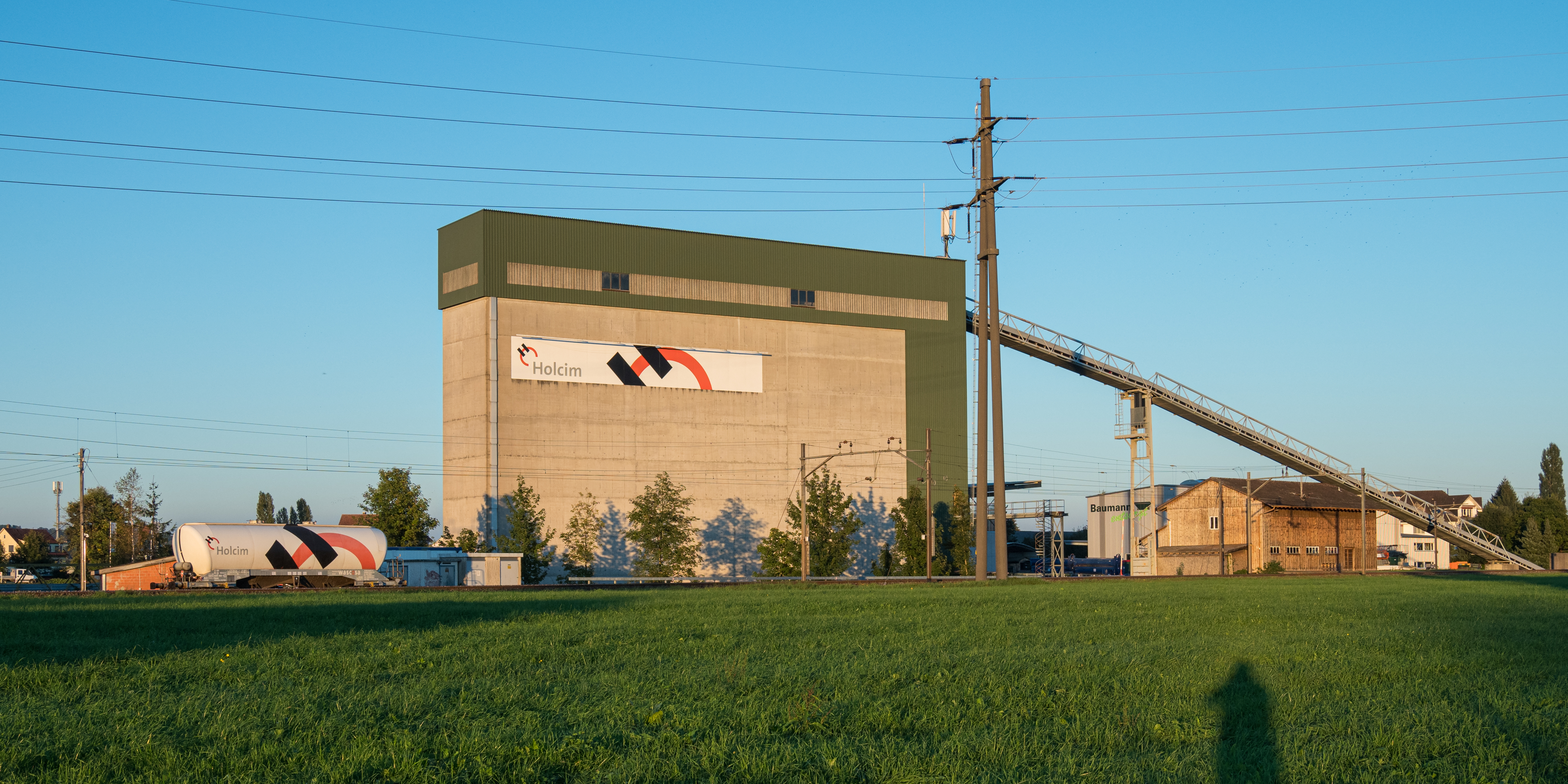
Holcim Kies und Beton AG Werk Bürglen